# 乙女の方
乙女の方（おとめのかた、生没年不詳）は、戦国時代の女性。松下弥一の娘。本多忠勝の側室。通称月量院。

## 略歴
父の松下弥一は松平氏の家臣 であり、乙女が幼い頃に亡くなったため、彼女は妙源寺に預けられた。そこで兵法を習いに通う本多忠勝と出会った。慶長6年（1601年）の転封では忠勝とともに桑名藩へ付き添った。